# Apostolischer Nuntius in Belgien
Der Apostolische Nuntius in Belgien ist der ständige Vertreter des Heiligen Stuhles (also des Papstes als Völkerrechtssubjekt) bei der Regierung des Staates Belgien.

## Geschichte der Nuntiatur
Die diplomatischen Beziehungen zwischen dem Heiligen Stuhl und dem Königreich Belgien begannen 1835. Der Apostolische Nuntius hat den Rang eines Botschafters.

## Verzeichnis der Nuntien in Belgien

### 19. Jahrhundert
- Pasquale Gizzi (1835–1837), als Internuntius
- Raffaele Fornari (21. März 1842 – 14. Januar 1843)
- Vincenzo Gioacchino Raffaele Luigi Pecci (28. Januar 1843 – 1846), der spätere Papst Leo XIII.
- Alessandro Asinari di San Marzano (26. April 1846 – 19. Oktober 1848)
- Innocenzo Ferrieri (15. November 1848 – 30. September 1850)
- Matteo Eustachio Gonella (13. Juni 1850 – 1. Oktober 1861)
- Mieczyslaw Halka Ledóchowski (1. Oktober 1861 – 8. Januar 1866)
- Luigi Oreglia di Santo Stefano (15. Mai 1866 – 29. Mai 1868)
- Giacomo Cattani (24. Juli 1868 – 27. April 1875)
- Serafino Vannutelli (10. September 1875 – 3. Dezember 1880)
- Domenico Ferrata (14. April 1885 – 20. April 1889)
- Giuseppe Francica-Nava de Bontifè (4. Mai 1889 – 18. März 1895)
- Benedetto Lorenzelli (30. Mai 1893 – 1. Oktober 1896)
- Aristide Rinaldini (14. August 1896 – 28. Dezember 1899)
- Gennaro Granito Pignatelli di Belmonte (10. November 1899 – 4. Januar 1904)

### 20. Jahrhundert
- Antonio Vico (4. Februar 1904 – 21. Oktober 1907)
- Giovanni Tacci Porcelli (31. Dezember 1907 – 29. April 1911)
- Achille Locatelli (8. Juli 1916 – 13. Juli 1918)
- Sebastiano Nicotra (18. Dezember 1916 – Juli 1923)
- Angelo Maria Dolci (14. Dezember 1922 – 30. Mai 1923)
- Clemente Micara (30. Mai 1923 – 11. November 1950)
- Fernando Cento (9. März 1946 – 26. Oktober 1953)
- Efrem Forni (9. November 1953 – 19. März 1962)
- Silvio Angelo Pio Oddi (17. Mai 1962 – 30. April 1969)
- Igino Eugenio Cardinale (19. April 1969 – 24. März 1983)
- Angelo Pedroni (6. Juli 1983 – 13. Juni 1989)
- Giovanni Moretti (15. Juli 1989 – 3. März 1999)
- Pier Luigi Celata (3. März 1999 – 14. November 2002)

### 21. Jahrhundert
- Karl Josef Rauber (22. Februar 2003 – 18. Juni 2009)
- Giacinto Berloco (18. Juni 2009 – Oktober 2016)
- Augustine Kasujja (12. Oktober 2016 – 31. August 2021)
- Franco Coppola (seit 15. November 2021)